# Chan Chun Sing

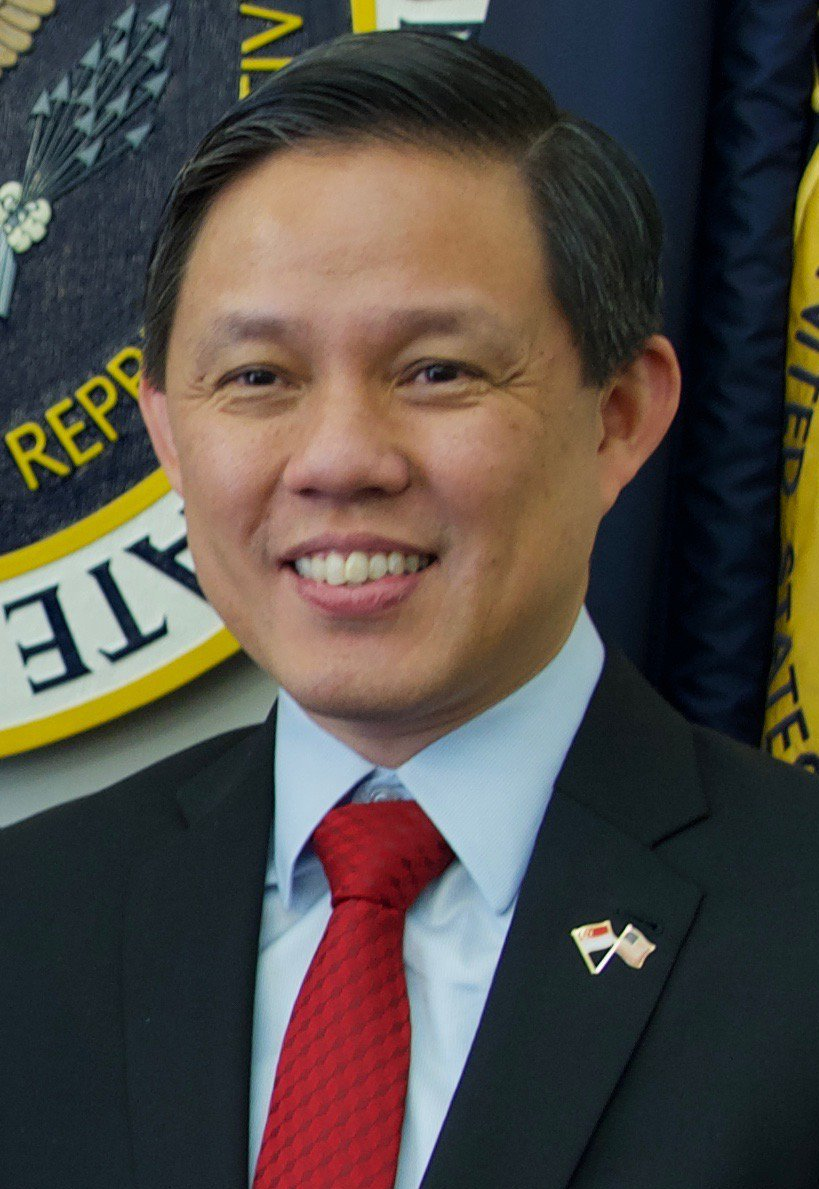
Chan Chun Sing (2019)

Chan Chun Sing (* 9. Oktober 1969 in Singapur) ist ein singapurischer Politiker (PAP). Als Mitglied der regierenden Partei People’s Action Party (PAP) ist er seit 2015 zuständiger Minister für den öffentlichen Dienst und war von 2018 bis 2021 Minister für Handel und Industrie. Seit den Parlamentswahlen im Jahr 2011 ist er Mitglied des Parlamentes. Seit 2018 ist er zweiter stellvertretender Generalsekretär seiner Partei und wurde 2021 Bildungsminister.

## Bildung
Chan wurde an der Raffles Institution (1982–85) und am Raffles Junior College (1986–87) ausgebildet. Er war im Jahr 1987 einer der vier besten Absolventen mit einem Advanced Level.
Im Jahr 1988 hat Chan mehrere Stipendien erlangt, um an der Universität Cambridge zu studieren. Er schloss sein Studium in Wirtschaftswissenschaften mit einem herausragenden Abschluss am Christ’s College ab.
2005 schloss Chan das Sloan Fellows-Programm an der MIT Sloan School of Management und erreichte einen Master of Business Administration.

## Karriere

### Militärische Karriere
Chan diente in der Singapore Army von 1987 bis 2011. Zu seinen Ernennungen gehörten kommandierender Offizier des 2. Bataillons des Singapore Infantry Regiment (1998–2000), der Militärattaché in jakarta (2001–03), Kommandant der 10. Singapore Infantry Brigade (2003–04), Leiter der Abteilung für gemeinsame Pläne und Transformation (2005–07), Kommandant der 9. Division / Chief Infantry Officer (2007–09) und Stabschef – Joint Staff (2009–10).
Chan war 1998 ein herausragender Student am US Army Command General Staff College und war der erste ausländische Student, dem im selben Jahr der Distinguished Master Strategist Award verliehen wurde.
Am 26. März 2010 wurde Chan anstelle von Neo Kian Hong zum Chef der Armee ernannt. Er verließ fast ein Jahr später die Armee, um für das Parlament zu kandidieren und wurde durch Brigadegeneral Ravinder Singh abgelöst.

### Frühe politische Karriere
Chan war bei den allgemeinen Wahlen im Jahr 2011 Kandidat im Wahlkreis der Tanjong-Pragar-Gruppe und vertrat die Gemeinde Buona Vista, welche zuvor Lim Swee Say vertrat. Während seines Wahlkampfes nutzte Chan die Hokkien-Redewendung „kee chio“ (zu deutsch: Hände hoch), um die Menge anzusprechen. Dieser Begriff wurde in Singapur zu einem bekannten Spitznamen für ihn.
Nach den allgemeinen Wahlen im Jahr 2011 wurde Chan zum amtierenden Minister für Gemeindeentwicklung, Jugend und Sport und zum Staatsminister im Ministerium für Information, Kommunikation und Kunst ernannt. Mit 42 Jahren war Chan einer der jüngsten Minister, die in das Kabinett von Singapur berufen wurden.
Am 31. Juli 2012 gab Chan sein Amt des Ministers auf und wurde zum Senior-Staatsminister im Verteidigungsministerium ernannt. Nach einer Umstrukturierung der Regierungsministerien im November 2012 leitete er als amtierender Minister das neu geschaffene Ministerium für Soziales und Familienentwicklung. Im September 2013 wurde er zum Minister des neuen geschaffenen Ministeriums und gleichzeitig zum zweiten Minister im Verteidigungsministerium ernannt.
Am 23. Januar 2015 trat Chan teilzeitbeschäftigt dem National Trades Union Congress (NTUC) bei. Er wurde am 27. Januar 2015 zum stellvertretenden Generalsekretär des NTUC ernannt und trat April Vollzeit diesem bei. Am 1. Oktober 2015 wurde Chan zum stellvertretenden Vorsitzenden der People's Association ernannt.

### Minister für Soziales und Familienentwicklung
Chan hat Für sein Ministerium drei Hauptprioritäten in der Debatte des Versorgungsausschusses 2014 angekündigt. Dazu zählten die Aufrechterhaltung der Aktualität und Angemessenheit der Sozialhilfepolitik Singapurs, Erbringung integrierter sozialer Dienstleistungen und Personal für den Sozialdienstleistungssektor.
Er gründete im August 2014 das erste von 23 Sozialämtern, um der Bevölkerung soziale Berührungspunkte näher zu bringen.
Das Ausschreibungsbewerbungsverfahren für gewerbliche Kindertagesstätten wurde überarbeitet. Die gemeinsame Anstrengung von ECDA und Housing and Development Board (HDB) zielte darauf ab, die Mietkosten in HDB-Siedlungen überschaubar und Kinderbetreuungsprogramme erschwinglich zu halten.

### Minister im Amt des Premierministers
Chan war Minister im Amt des Premierministers und Generalsekretär des Nationalen Gewerkschaftskongresses. Er gilt weiterhin als Anwärter auf den Premierminister Singapurs in der vierten Generation.

### Minister für Handel und Industrie sowie Bildungsminister
Am 24. April 2018 wurde bekannt gegeben, dass Chan am 1. Mai 2018 die Nachfolge von Lim Hng Kiang und S. Iswaran als neuer Minister für Handel und Industrie antreten wird. An demselben Tag übernahm er auch die Verantwortung für die Abteilung Öffentlicher Dienst. Am 23. November 2018 trat Chan die Nachfolge von Tharman Shanmugaratnam als zweiten stellvertretenden Generalsekretär der PAP, neben Heng Swee Keat, an.
Im Zuge einer Umbildung des fünften Kabinett Lee Hsien Loong wurde Chan Chun Sing am 15. Mai 2021 als Nachfolger von Lawrence Wong Bildungsminister (Minister for Education), während Gan Kim Yong seine Nachfolge als Minister für Handel und Industrie antrat. Außerdem wurde Edwin Tong sein Nachfolger als stellvertretender Vorsitzender der People’s Association (PA), eine 1960 gegründete Behörde im Zuständigkeitsbereich des Ministeriums für Kultur, Gemeinschaft und Jugend, die Nachbarschaftsgemeinschaften und soziale Organisationen überwacht und Teil eines Programms zur Förderung des sozialen Zusammenhalts und des Multirassismus ist.

## Persönliches Leben
Chan wuchs in einem alleinerziehenden Haushalt auf. Seine Mutter Kwong Kait Fong war Maschinenbedienerin. Außerdem hat er eine Schwester namens Siew Yin. Er lebte mit seiner Mutter, seinen Großeltern, seiner Tante und seiner Schwester in einer Drei-Zimmer-HDB-Wohnung in MacPherson, bis er 30 Jahre alt war. Chan ist verheiratet und hat eine Tochter und zwei Söhne.